# خوان رامون سانشيز (لاعب كرة قدم)
خوان رامون سانشيز (بالإسبانية: Juan Ramón Sánchez)‏ هو مدرب كرة قدم ولاعب كرة قدم سلفادوري، ولد في 1 سبتمبر 1952 في Izalco ‏ في السلفادور. شارك مع منتخب السلفادور لكرة القدم.